# Чемпіонат світу з трекових велоперегонів 1957
Чемпіонат світу з трекових велоперегонів 1957 проходив з 10 по 15 серпня 1957 року в Рокурі, нині передмісті Льєжа, Бельгія. Усього на чемпіонаті розіграли 5 комплектів нагород — 3 серед професіоналів та 2 серед аматорів.

## Медалісти

### Чоловіки
Професіонали
| Дисципліна                         | Золото      | Срібло        | Бронза        |
| Спринт                             | Ян Дерксен  | Арі ван Вліт  | Роже Ґеньяр   |
| Індивідуальна гонка переслідування | Роже Рив'єр | Альбер Буве   | Ґвідо Мессіна |
| Гонка за лідером                   | Поль Депайп | Вальтер Бухер | Ґрем Френч    |

Аматори
| Дисципліна                         | Золото       | Срібло            | Бронза               |
| Спринт                             | Мішель Руссо | Гульєльмо Пезенті | Валентіно Ґаспарелла |
| Індивідуальна гонка переслідування | Карло Сімоні | Франко Ґандіні    | Аб Хельдерманс       |

## Загальний медальний залік
| Місце  | Країна     | Золото | Срібло | Бронза | Загалом |
| ------ | ---------- | ------ | ------ | ------ | ------- |
| 1      | Франція    | 2      | 1      | 1      | 4       |
| 2      | Італія     | 1      | 2      | 2      | 5       |
| 3      | Нідерланди | 1      | 1      | 1      | 3       |
| 4      | Бельгія    | 1      |        |        | 1       |
| 5      | Швейцарія  |        | 1      |        | 1       |
| 6      | Австралія  |        |        | 1      | 1       |
| Всього | Всього     | 5      | 5      | 5      | 15      |